# Distrito electoral de Wilsonville (Nebraska)
Wilsonville (en inglés: Wilsonville Precinct) es un distrito electoral ubicado en el condado de Furnas en el estado estadounidense de Nebraska. En el Censo de 2010 tenía una población de 168 habitantes y una densidad poblacional de 0,9 personas por km².

## Geografía
Wilsonville se encuentra ubicado en las coordenadas 40°5′20″N 100°8′14″O / 40.08889, -100.13722. Según la Oficina del Censo de los Estados Unidos, Wilsonville tiene una superficie total de 186.82 km², de la cual 186.81 km² corresponden a tierra firme y (0%) 0 km² es agua.

## Demografía
Según el censo de 2010, había 168 personas residiendo en Wilsonville. La densidad de población era de 0,9 hab./km². De los 168 habitantes, Wilsonville estaba compuesto por el 98.21% blancos, el 0% eran afroamericanos, el 0.6% eran amerindios, el 0.6% eran asiáticos, el 0% eran isleños del Pacífico, el 0% eran de otras razas y el 0.6% pertenecían a dos o más razas. Del total de la población el 1.19% eran hispanos o latinos de cualquier raza.